# 萨利克
萨利克，又名萨雷克，是土库曼斯坦最主要的部族之一。

## 词源
关于土库曼语中一词的词源推断，一说是来自中突厥语词根saryγ，意为“黄色”；另一说法是来自钦察语词根saryq，意为“羊”。

## 历史
19世纪初，萨利克人居住在梅尔夫地区。
但从19世纪30年代起，他们被帖克人驱赶到穆爾加布河河谷，巴拉穆尔加布和潘杰德成为他们的主要定居点。
1881年，俄罗斯帝国在第二次盖奥克泰佩战役中胜利，建立了对萨利克人的殖民统治。1885年，萨利克人人口估计为65,000人。
苏联时期，萨利克人继续受俄罗斯统治。苏联解体后，萨利克人大多数人生活在现在的土库曼斯坦，也有些人生活在伊朗和阿富汗的边境上。

## 艺术与文化
与其他土库曼部族一样，萨利克人以制造地毯而闻名，他们拥有自己独特的风格：用精致纤细的线条来突出图案的深红棕色地毯。他们就像约姆特人一样使用对称（土耳其式）花结。

其它方面，萨利克人也工于珠宝制作。

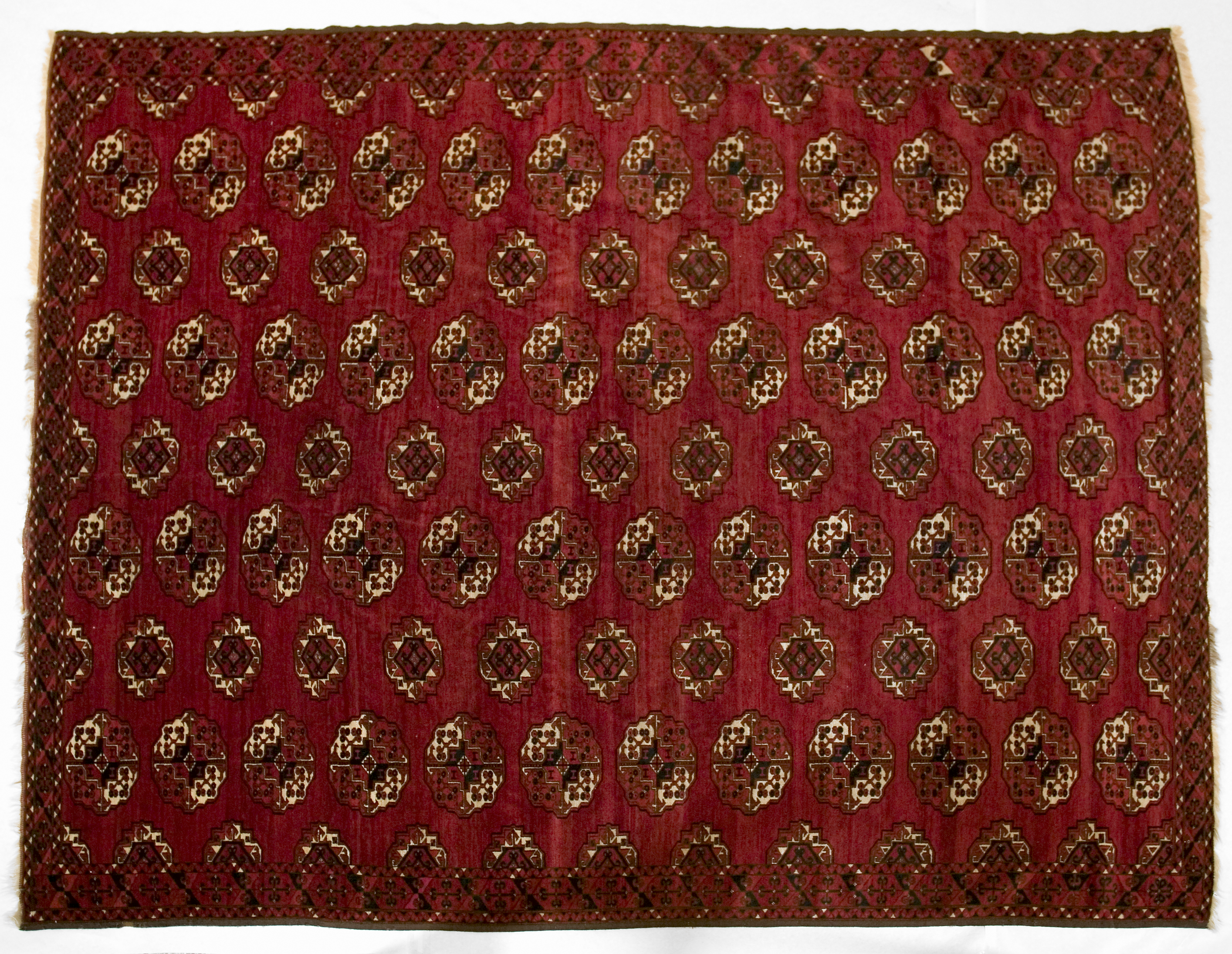
19世纪萨利克地毯
19世纪萨利克地毯
土库曼斯坦国旗上的萨利克人地毯团花图案